# Apache Sentry
Apache Sentry est un système permettant d'appliquer une autorisation basée sur des rôles avec une fine granularité aux données et métadonnées stockées sur un cluster Hadoop.

## Historique
- En 2012 Cloudera commence le développement de Cloudera Access .
- En 2013  Cloudera Access est déployé en production chez les clients et rebaptisé Sentry.
- En 2013 il entre dans l'incubateur Apache
- En 2016 il devient un projet top-level de la fondation apache